# Mantes-la-Jolie
Mantes-la-Jolie (także jako Mantes) – miejscowość i gmina we Francji, w regionie Île-de-France, w departamencie Yvelines, na obrzeżach aglomeracji paryskiej. Przez miejscowość przepływa Sekwana.
W Mantes-la-Jolie mieszkają m.in. pracownicy pobliskiej fabryki koncernu Renault w Flins-sur-Seine.
W styczniu 2017 Mantes-la-Jolie, jako drugie miasto we Francji, zostało przyjęte do Światowej Sieci Miast Uczących się UNESCO.

## Zabytki
- Gotycka kolegiata Notre-Dame z XII i XIII w.

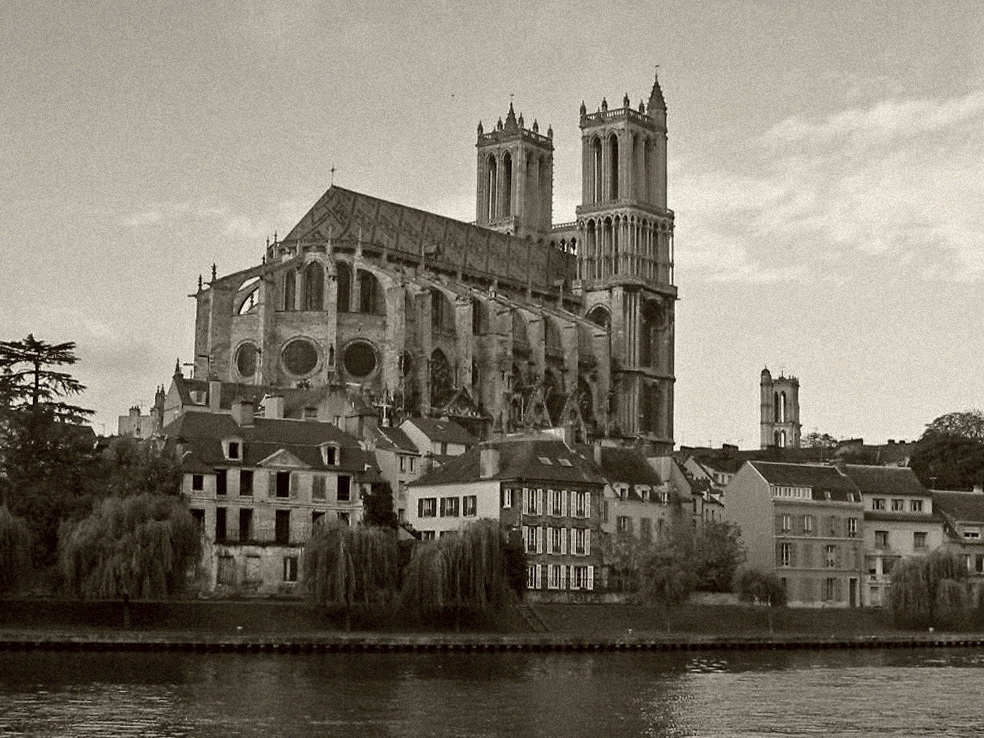
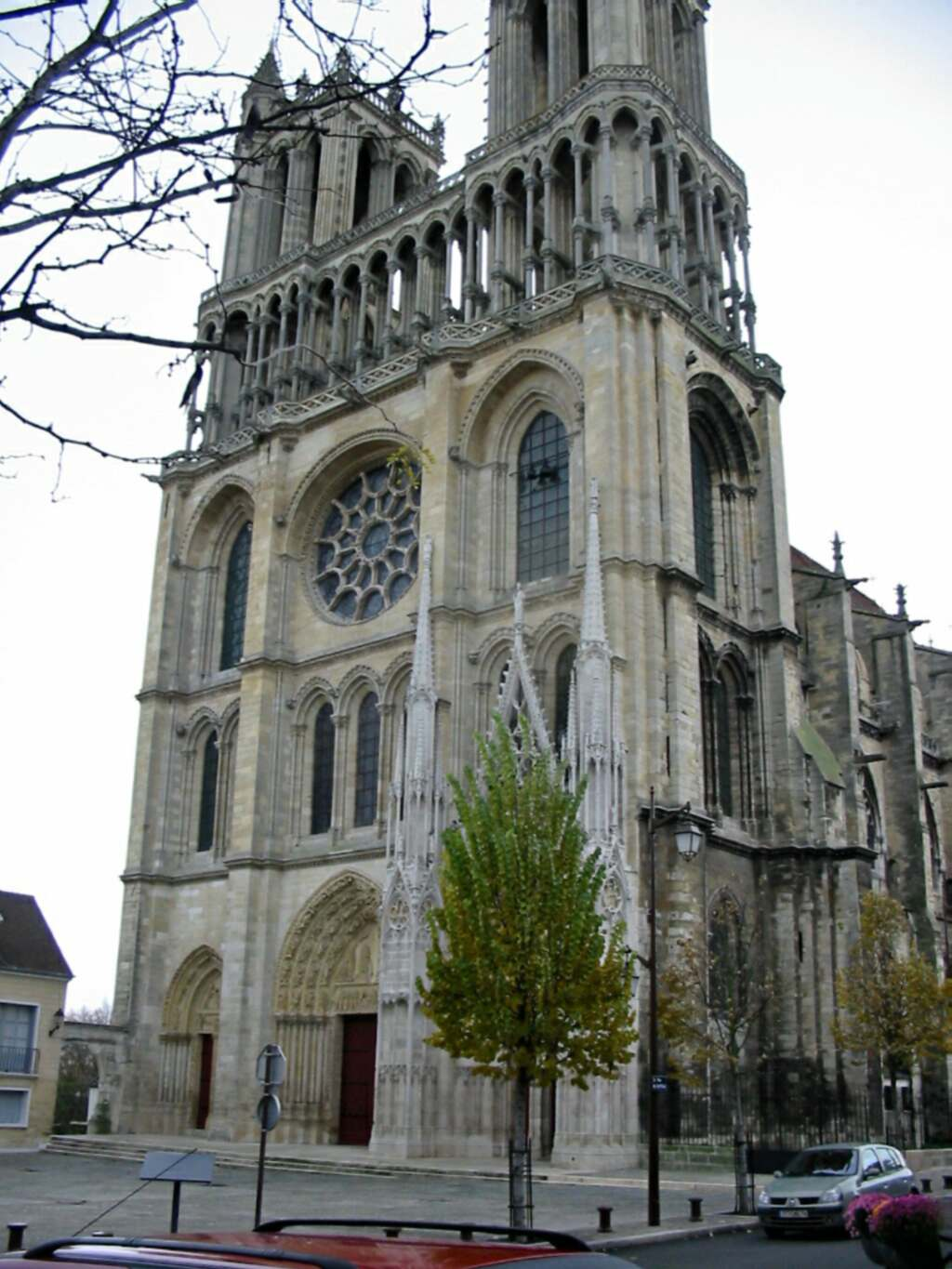

## Miasta partnerskie
- Hillingdon, Wielka Brytania
- Szlezwik, Niemcy
- Maia, Portugalia